# Armand-Jean de Mauvillain
Signature
Armand-Jean de Mauvillain (1620-1685), dit aussi « Jean-Armand de Mauvillain » par d'anciens auteurs, était un médecin français. Doyen de la Faculté de médecine de Paris de 1666 à 1668 il est considéré comme un ami de Molière.

## Biographie

### Naissance, parents et fratrie
Armand-Jean de Mauvillain est né en 1620 au domicile familial. Il est le deuxième enfant de Jean de Mauvillain et de Marguerite Cardinal qui habitent une maison en location, avec boutique à l'enseigne du Dauphin, rue de la Calandre sur l'Île de la Cité à Paris. Ses parents se sont mariés le 13 octobre 1613, son père est « chirurgien juré » fils du marchand Sébastien Mauvillain et de Marguerite Chardonneau qui habitent alors le village de Meslay près de Montaigu. Sa mère est la fille de Loys Cardinal, un marchand bourgeois de Paris, et de Madeleine Grognet qui habitent rue Sainte-Croix-de-la-Bretonnerie à Paris. 
Armand est le deuxième enfant d'une fratrie qui en comptera quatre : l'ainé Louis, né en 1616, fait des études à la Sorbonne (bachelier) puis devenu prêtre il sera chanoine à Cathédrale de Luçon avant d'être prieur à Beaulieu-sur-Mareuil ; et deux filles : Marie, née en 1628, devient religieuse au couvent des Ursulines de la ville de Beauvais, et Marie la cadette, née en 1629, qui épouse André Decourt, « greffier de la Chambre civile Tournelle et Police du Châtelet de Paris ».

### Formation en médecine
Armand-Jean commence sa scolarité à Paris et est reçu « maître ès arts » le 5 novembre 1640. Il part alors à la Faculté de médecine de Montpellier puis deux ans plus tard revient à Paris. À la Faculté de médecine de Paris il présente plusieurs « thèses quodlibétaires » : « An eunuchus monstrum ? » (l'eunuque est-il un monstre ? réponse affirmative) en 1647 ; « An aegre convalescentibus aquae Forgenses ? » (Les eaux des forges sont-elles mauvaises pour les convalescents ? réponse affirmative) et « An the chinensium menti confert ? » (Le thé de Chine est-il bénéfique pour l'esprit ? réponse affirmative), cette dernière provoque des réactions négatives, notamment de Guy Patin qui y voit « l'impertinente nouveauté du siècle ». Durant ce cycle, Armand-Jean est reçu bachelier.
Ayant réussi sa licence, Armand-Jean fait son « acte du paranymphe » le 28 juin 1648 et il passe et réussit son doctorat sur « An ridere sapientis ? Ignari ? » (Le rire est-il le propre du sage ou de l'ignorant ?) le 22 janvier 1649. Il a 31 ans lorsqu'il est reçu docteur, avec la remise du « bonnet carré » le 19 mai de la même année.

### Médecin
Le 19 janvier 1655, Armand-Jean est nommé professeur à l'Université de Paris dans la Faculté de médecine. Il s'oppose à la volonté des chirurgiens de se réunir au sein d'un collegium, contre l'avis de la Faculté. Il soutint aussi l'usage de l'antimoine, sous la forme du vin émétique, contre Blondel.